# Titanio oro
Nella metallurgia, l'oro-titanio (Ti-Au o Au-Ti) si riferisce a una lega composta da titanio e oro. Tali leghe sono utilizzate in odontoiatria, ceramica e gioielli . Come molte altre leghe, le leghe d'oro al titanio hanno un carico di snervamento, resistenza alla trazione, durezza e magnetismo più elevati rispetto a ciascuno dei suoi metalli costituenti.
Nel luglio 2016, i ricercatori hanno scoperto che una lega di titanio-oro, β-Ti 3 Au (in senso stretto, un intermetallico ), è fino a 4 volte più dura del titanio.
Stando a ciò si prevede un incremento nell'utilizzo di tale materiale in campo Biomedico grazie alla sua Biocompatibilità e resistenza all'usura.

## Altro
- Nitruro di titanio, un rivestimento resistente all'usura color oro per l'acciaio

## Nella cultura popolare
Nel film del 2008 Iron Man, il protagonista Robert Downey Jr. indossa un'armatura realizzata con una lega di titanio e oro. Tale armatura, grazie alla sua lega, potrà sopportare le basse temperature della stratosfera.
Nel libro del 2019 The Secret Commonwealth (parte dell'universo della trilogia di His Dark Materials), si scopre che l'aletiometro è costituito principalmente da una lega di titanio e oro.
Nell'episodio 6x22 della serie TV The Blacklist, il mago del computer dello show, Aram Mojtabai, commenta che la gabbia originariamente creata per ospitare Reddington è realizzata in lega d'oro di titanio.